# Juno Award/Reggae Recording of the Year
Der Juno Award für die Reggae Recording of the Year („Reggae-Aufnahme des Jahres“) wird seit 1985 von der Canadian Academy of Recording Arts and Sciences (CARAS) vergeben und richtet sich an das beste Reggae-Album eines kanadischen Künstlers.
Bis 1991 umfasste der Preis auch noch Calypso. 1992 und 1993 wurde der Award nicht vergeben und Reggae wurde in der Best World Beat Recording-Kategorie geführt. 1994 erhielt Reggae aber wieder seine eigene Preiskategorie.

## Best Reggae/Calypso Recording (1985–1991)
| Jahr                                     | Sieger                        | Album                     | Nominierungen | Ref. |
| ---------------------------------------- | ----------------------------- | ------------------------- | --- | ---- |
| 1985                                     | Liberty Silver and Otis Gayle | Heaven Must Have Sent You | - Camboulay Dub – Mojah - Trade Winds '84 – Trade Winds - Sattalites – Sattalites - Higher Love – Syren                                                 |      |
| 1986                                     | Lillian Allen                 | Revolutionary Tea Party   | - Free South Africa – Jayson - Moonlight Lover – Ras Lee - Night Rider – Messenjah - No One Can Love Me Like You Do – George Banton                     |      |
| 1987                                     | Leroy Sibbles                 | Mean While                | - Chant, Chant – Errol Blackwood - Crazy – Messenjah - Empty Promises – Adrian Miller - Live Via Sattalites – Sattalites                                |      |
| 1988 wurde der Juno Award nicht vergeben |                               |                           | |      |
| 1989                                     | Lillian Allen                 | Conditions Critical       | - Give Peace a Chance – Errol Blackwood - I Like Calypso – Elsworth James - Shadrock – Chester Miller - War on Drugs – Devon Haughton                   |      |
| 1990                                     | Sattalites                    | Too Late To Turn Back Now | - Chuckie Prophesy – Clifton Joseph - Soca Band – Elsworth James - South Africa Is a Disgrace – Leroy Sibbles - Tribute to Ben Johnson – Elsworth James |      |
| 1991                                     | Jayson & Friends              | Soldiers We Are All       | - Broken Arrow – Mojah - Eyes Like Fire – Leroy Sibbles - Rock and Sway – Messenjah - Wild Jockey – Jackie Mittoo                                       |      |

## Best Reggae Recording (1994–2002)
| Jahr | Sieger         | Album                | Nominierungen | Ref. |
| ---- | -------------- | -------------------- | --- | ---- |
| 1994 | Snow           | Informer             | - Child Support – Inspector Lenny - Love and Affection – Tanya Mullings - Save the Children – Leejahn - Secret Admirer – D.J. Ray      |      |
| 1995 | Carla Marshall | Class and Credential | - A Love Thang – Tanya Mullings - Lazah Current – Lazah Current - Smokin' the Goats – One - The Sound – Fujahtive                      |      |
| 1996 | Sattalites     | Now and Forever      | - Real Personal – Tanya Mullings - Si Wi Dem Nuh Know We – Snow - Something Real – Lazo - Waking Up the Dream – Errol Blackwood        |      |
| 1997 | Nana McLean    | Nana McLean          | - Just the Other Night – Lenn Hammond - Rise Up! – Kali and Dub - Rude Boy on the Bus – Adrian Miller - time bomb – Tatix              |      |
| 1998 | Messenjah      | Catch De Vibe        | - Cry for the Children – Jahbeng - Flex (Dancehall Mix) – Belinda Brady - Justuss – Snow - Nice & Slow – Leroy Brown                   |      |
| 1999 | Frankie Wilmot | Vision               | - Chains and Shackles – Inspector Lenny - Glorious Ride – Lazah Current - The Original – DJ Ray - The Way I Feel – Mystics             |      |
| 2000 | Lazo           | Heart & Soul         | - Hard End – The Luge Sessions - Sometimes – Choices - Thanks and Devotion – Willi Williams - What If I Told You – Andru Branch        |      |
| 2001 | Lenn Hammond   | Lenn Hammond         | - Dem Need More Love – Tasha T - Jonah – Jason Wilson and Tabarruk - Love Is On Your Side – Lazo - Secret Emotion – Jimmy Reid         |      |
| 2002 | Blessed        | Love (African Woman) | - A Friend for Life – Iley Dread - Breathe – Sonia Collymore - Never Let Jah Go – Chester Miller - They Called Me Madness – Peculiar I |      |

## Reggae Recording of the Year (seit 2003)
| Jahr | Sieger                       | Album                                   | Nominierungen | Ref.  |
| ---- | ---------------------------- | --------------------------------------- | --- | ----- |
| 2003 | Sonia Collymore              | You Won't See Me Cry                    | - Gifted Man – Belinda Brady feat. Carla Marshall - Heartache – Mr. Leroy Brown - You Won't See Me Cry – Sonia Collymore - She Boom – Kulcha Connection - Two Hands Clapping – Snow |       |
| 2004 | Leroy Brown                  | Rent A Tile                             | - Homie's Girl – Carl Henry - Nana's Medley, Part 2 – Nana McLean - Smile – Blessed - Tease Me – Dezzie                                                                             |       |
| 2005 | Sonia Collymore              | WYSIWYG (What You See Is What You Get)  | - Bare as She Dare – Carl Henry featuring Ce'Ceile - Empty Barrel – Blessed featuring Kardinal Offishall - It's All Bless – Korexion - Uncorrupted – Steele                         |       |
| 2006 | Blessed                      | Reggae Time                             | - Hot Gal – Carl Henry feat. Rally Bop - Live Up – Truths and Rights - Mind & Body – Sold Odel - River of Healing – Jah Beng                                                        |       |
| 2007 | Korexion                     | X-Rated                                 | - Hard to See – Humble - In the Streets – Trinity Chris feat. Blessed - Kulcha Connection – Kulcha Connection - Survival – Kwesi Selassie                                           |       |
| 2008 | Mikey Dangerous              | Don't Go Pretending                     | - Don't Go – Korexion - Final Road – Blessed - Music Is My Life – Tanya Mullings - Two Chord Skankin' – Lyndon John X                                                               |       |
| 2009 | Humble                       | Everything                              | - Jah Lift Me Up – Blessed - Renegade Rocker – Dubmatix - The Peacemaker’s Chauffeur – Jason Wilson - Truth Will Reveal – Souljah Fyah                                              |       |
| 2010 | Dubmatix feat. Prince Blanco | Gonna Be Alright                        | - American Dream – Carl Henry - Breaking Up – Tanya Mullings - Show Me The Way – Kim Davis - Wha-La-La-Leng – Ghislain Poirier with Face-T                                          |       |
| 2011 | Elaine Lil'Bit Shepherd      | Likkle But Mi Tallawah                  | - Brighter Days – Lyndon John X - Don’t Wanna Go – Tonya P - Million Chance – Tony Anthony - System Shakedown – Dubmatix                                                            |       |
| 2012 | Exco Levi                    | Bleaching Shop                          | - Lover's Paradise – Jay Douglas - Seeds of Love & Life – Dubmatix - Rescue Me – Tanya Mullings - Woman – Steele                                                                    |       |
| 2013 | Exco Levi                    | Storms of Life                          | - Radio – Ammoye - Made for Love – Melanie Durrant - Yours to Keep – Makeshift Innocence - Move Ya’ – Elaine Lil'Bit Shepherd                                                       |       |
| 2014 | Exco Levi                    | Strive                                  | - Mandela – Akustix - Baby It's You – Ammoye - Love Collision – Dru - Rebel Massive – Dubmatix                                                                                      |       |
| 2015 | Exco Levi                    | Welcome the King                        | - Love Inna Wi Heart – Kirk Diamond feat. Bob da Builda - Wake Up – Mikey Dangerous - Hold On Till I Die – Steele - Real Talk – Tasha T                                             |       |
| 2016 | Kafinal feat. Daddy U Roy    | Nah Complain                            | - The French Sessions – Dubmatix - Hello Mama – Exco Levi - Sexy Gal – Kreesha Turner feat. T.O.K. - Escape from the Mongoose Gang – Lyndon John X                                  |       |
| 2017 | Exco Levi                    | Siren                                   | - Sorry – Ammoye - Roll 'Dem – Dubmatix feat. Gappy Ranks - Cry Every Day – Blessed - Who Feels It Knows – Jay Kartier                                                              |       |
| 2018 | Kirk Diamond                 | Greater                                 | - The Light – Ammoye - Hold Up Slow Down – Blessed - Neva Judge – Eyesus - Love How You Whine – K'Coneil feat. Kreesha Turner                                                       |       |
| 2019 | Dubmatix                     | Sly & Robbie meet Dubmatix – Overdubbed | - Money Don't Grow Pon Trees – Blessed - Genesis – Chelsea Stewart - Narrative – Exco Levi - Talk or No Talk – Kafinal feat. Queen Ifrica                                           |       |
| 2020 | Lyndon John X                | The Warning Track                       | - Jah Children – Jay Douglas - Wah Gwaan – Exco Levi - Never Broken – Petraa - Another Man – Storry                                                                                 | [ 2 ] |